# Rhodinoliotia
Rhodinoliotia is een geslacht van weekdieren uit de klasse van de Gastropoda (slakken).

## Soort
- Rhodinoliotia roseotincta (E. A. Smith, 1872)